# Salambao

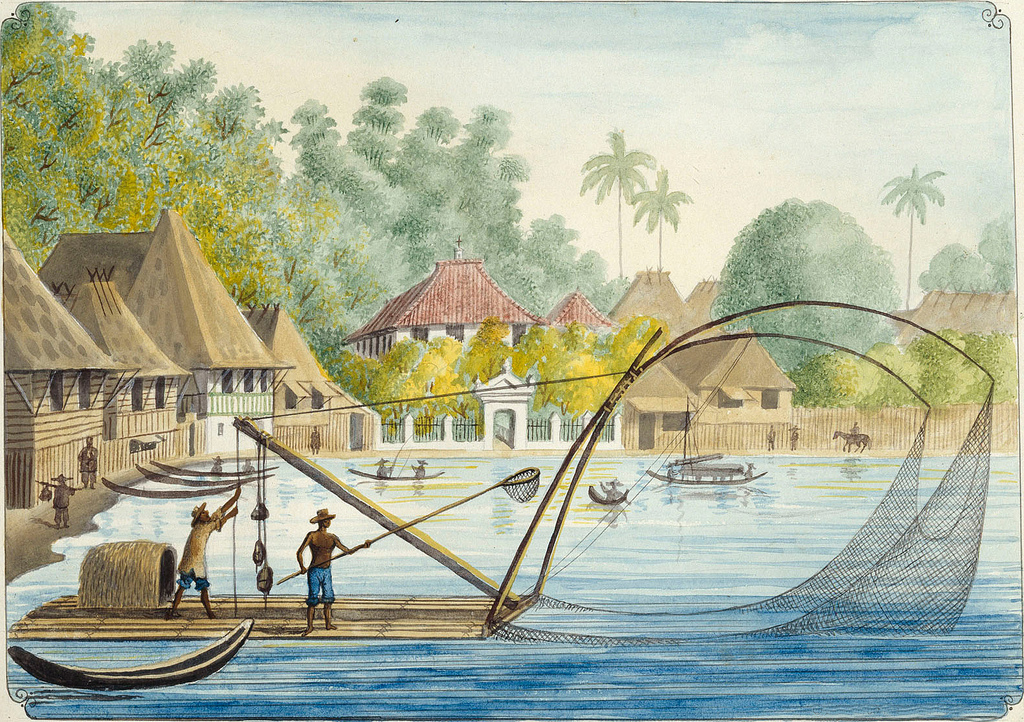
Pesca con el Salambao (1847), cuadro de pescadores de salambao de José Honorato Lozano

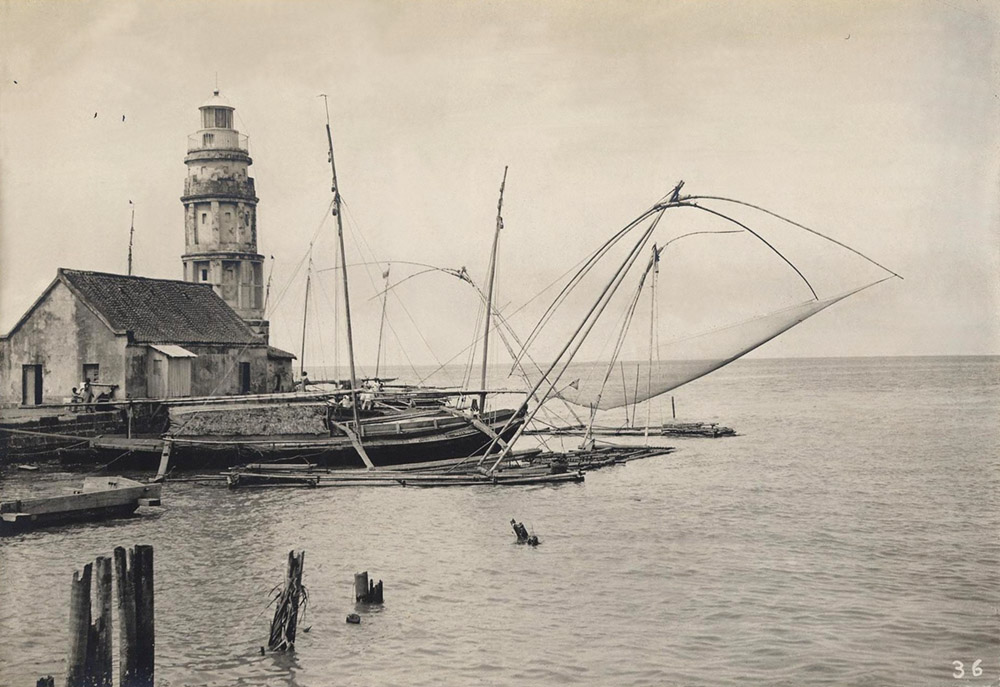
Balsas de red de elevación Salambao junto al Rio de la farola Pasing, Manila, Filipinas (c. 1900-1902)

El salambao o también conocido como sarambao, es un tipo de red de elevación utilizada por los pescadores indígenas de Filipinas. Se encuentran en todas las islas filipinas, pero son más frecuentes en grandes lagos, como la Laguna de Bay, y en zonas costeras protegidas, como la Bahía de Manila, el Golfo de Ragay y la Bahía de Batan. Entre las variantes de las redes de elevación de salambao se encuentran el bintol (utilizado para capturar cangrejos), el panak (utilizado para capturar nautilos), el tangkal (una red de elevación estacionaria que funciona de noche) y el basnig (una red de elevación de aguas profundas que se maneja desde canoas con balancín). Las balsas salambao también se conocían como saraboa o salakab.

## Etimología
Salambao deriva del proto-malayo-polinesio occidental *salambaw, que significa "gran red de pesca". Sus cognados incluyen səlambaw en ibano y malayo. El término sólo se utiliza en las regiones del norte y de Visayan, en Filipinas, y está ausente en el sur.

## Descripción

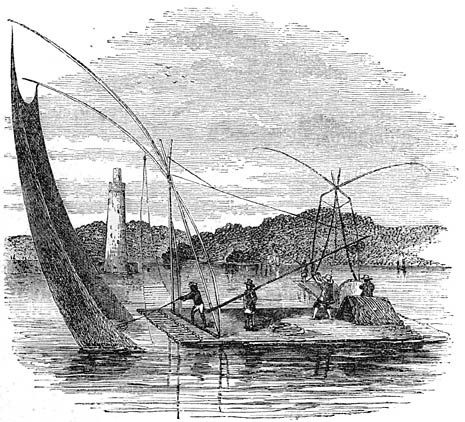
Grabado en madera de 1855 de una balsa salambao en funcionamiento en la bahía de Manila por el viajero francés Paul de la Gironiere

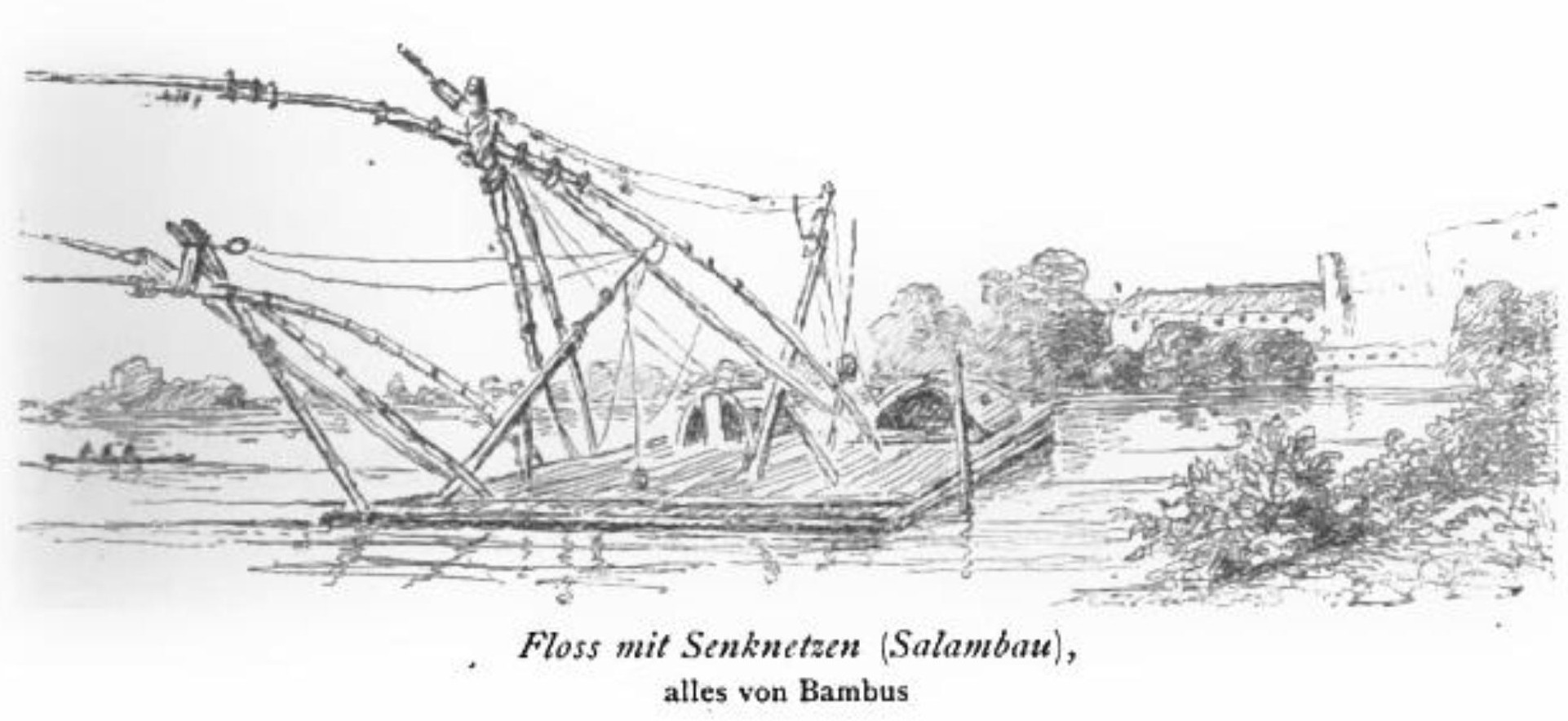
Ilustración de 1873 de una balsa salambáw realizada por el explorador alemán Fedor Jagor

Las balsas de Salambao se fabricaban con cañas o bambú trenzado. En el centro de la balsa hay un poste alto o una estructura de torre (timba) de unos 15 a 20 m de altura. En la parte superior del poste hay dos grandes palos curvos cruzados entre sí. En los extremos de estos palos hay una gran red cuadrada. El poste actúa como una grúa y puede inclinarse para sumergir la red mediante un mecanismo de palanca con peso. El operador empuja o tira de la palanca, o se sube a ella para bajarla con el peso de su cuerpo, elevando así el poste.
Las balsas Salambao suelen ser manejadas por dos personas. Aunque sólo se capturan unos pocos peces a la vez, pueden subirse y bajarse repetidamente cada pocos minutos. Los salambao que se manejan por la noche pueden utilizar atractores de luz para pescar. Tradicionalmente se usan velas de resina para iluminar en la noche.

## Variantes

### Basnig

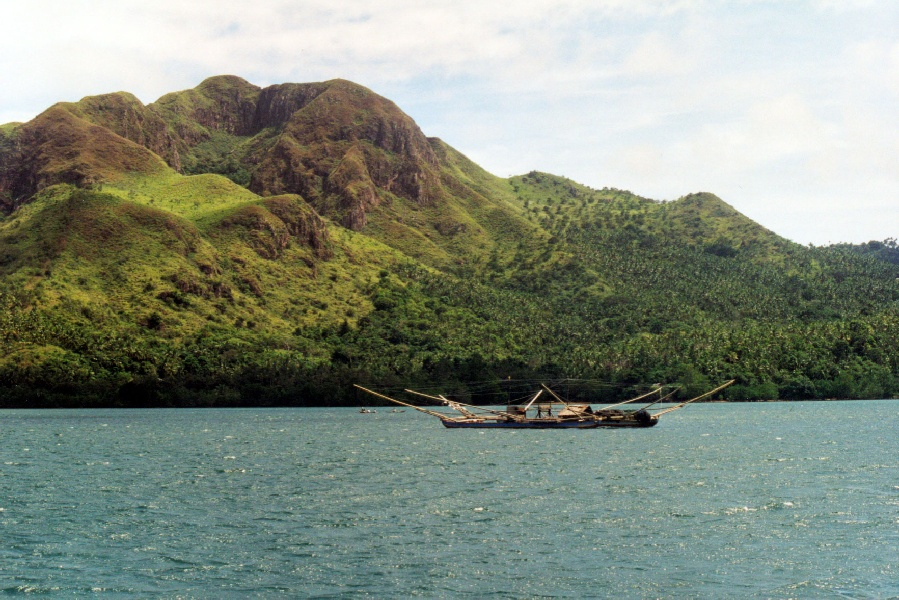
Un basnigan cerca de Basilan con las redes desplegadas

Los Basnig o Balasnig son redes de elevación operadas por un gran barco con balancín o Canoa Polinesia llamado Basnigan. Utilizan una gran red de bolsa suspendida directamente debajo o al lado del barco. Esta red está sujeta a múltiples botavaras temporales que sobresalen de los estabilizadores del barco y de los mástiles auxiliares desmontables. Los basnig modernos suelen utilizar generadores y luces eléctricas para atraer a los peces y calamares. Este método es único en Filipinas. Es común en las Visayas, sobre todo en las provincias de Capiz e Iloilo. Con los mástiles desplegados, todo el barco puede parecer una tela de araña.

### Bintol
Una versión más pequeña del salambao, accionada a mano, se conoce como bintol. Tiene forma de cuadrado y está cebado. Se utiliza principalmente para capturar cangrejos en aguas poco profundas. El bintol se suele bajar al fondo de las aguas interiores, a profundidades de 5 a 7 m.

### Panak
Otra red de elevación especializada en aguas profundas es la conocida como panak. Se utiliza para capturar lagang (nautilus con cámara, que se valoran por sus conchas), y a veces langostas. El panak puede bajarse a profundidades extremas de 120 a 150 m. A diferencia de los salambao de aguas poco profundas, sólo se bajan y suben unas diez veces por noche.

### Tangkal
Los tangkal o bintahan son grandes redes elevadoras fijas. Utilizan redes en forma de caja y se manejan desde una plataforma de bambú construida en la costa o en el mar. Suelen utilizar lámparas de queroseno colocadas sobre el centro de la red para atraer a los peces. Las redes se elevan mediante contrapesos y los peces se recogen con largas redes manuales. Suelen utilizarse para capturar boquerones, salmonetes, bocas de pescado y barracudas. Es similar a la red de elevación indonesia conocida como bagan.

## Importancia cultural
Una de las tres patronas de los ritos católicos de fertilidad de Obando (Bulacán) es Nuestra Señora Inmaculada Concepción de Salambáo, más conocida como Nuestra Señora de Salambáo. Se llama así porque su estatuilla fue supuestamente descubierta por los pescadores en una red de salambao.